# Jornada mundial por el fin del especismo

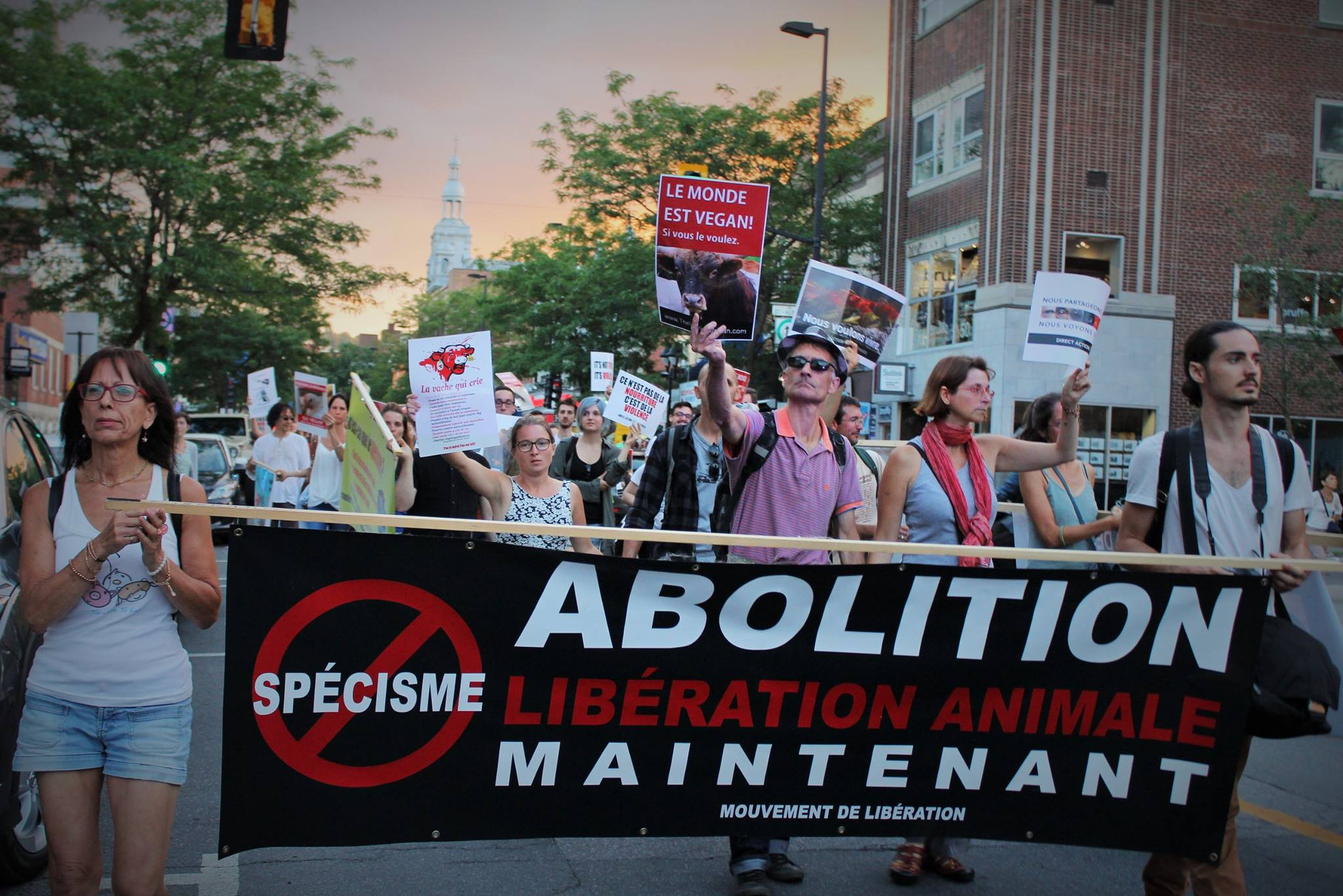
Marcha durante la jornada mundial por el fin del especismo, el 22 de agosto de 2015 en Montreal, Canadá.

La jornada mundial por el fin del especismo es un evento internacional cuyo objetivo es denunciar el especismo, en otros términos la discriminación en contra de los animales no humanos (dado que la especie humana es una especie animal).

## Reivindicaciones
La reivindicación principal de los militantes en la ocasión de este evento es el superamiento de la ideología especista, ideología comparable al racismo y al sexismo y que toma el criterio de la especie para discriminar a los individuos. 
Según Yves Bonnardel y Pia Shazar, sufrimientos similares deberían ser considerados de manera similar, cualquiera que sea la especie del individuo que sufre.
De manera más específica, la jornada mundial por el fin del especismo reivindica la abolición del estatuto de propiedad para los animales, instaurar una educación de bondad hacia los animales en la escuela, cerrar los mataderos y poner un fin a la pesca, retirar los animales del proceso de experimentación científica, y que se deje de considerar a los animales como recursos naturales explotables.

## Eventos
- Creado en 2015 por la asociación suiza romanda PEA - Pour l'Egalité Animale (Por la Igualdad Animal), la primera edición de la jornada mundial por el fin del especismo ocurrió el 22 de agosto de 2015 y reunió aproximadamente 1000 personas durante una marcha organizada en Ginebra. Los años siguientes, la jornada mundial por el fin del especismo ocurrió el último sábado del mes de agosto.
- En 2016, 10 países participaron a la segunda edición.
- En 2017, 11 países participaron a la tercera edición : Australia, Bulgaria, Canadá Francia, Italia, Nueva-Zelandia, Polonia, Reino-Unido, Eslovenia, Suiza y Estados Unidos.
- En 2018, eventos ocurrieron en Canadá, Suiza, Francia, Grecia, Colombia, Argentina, Croacia, Alemania,  Italia, España, Portugal, Australia, Estados Unidos, India, Bangladés, Brasil, Polonia, y en Gibraltar[5][6][1][7] para celebrar la ocasión de la jornada mundial por el fin del especismo. En Ginebra (Suiza), cientos de personas manifestaron en la calle.[8]
- En 2019, 16 países participaron a la 5.ª jornada mundial por el fin del especismo : Alemania, Argentina, Brasil,[9] Canadá, Chipre, Colombia, España,[10] Estados Unidos, Finlandia, Francia,[11] India, Israel, Italia,[12] Perú, Polonia[13] y Suiza.
- En 2020, a pesar de la situación sanitaria y del Covid-19, la 6.ª jornada mundial por el fin del especismo a movilizado a más de 30 organizaciones a través del mundo, con eventos en línea o presenciales, como en Berna (Suiza) donde reunió una centena de personas delante del Palacio Federal.[14] Un contador gigante mostraba el número de animales matados durante el tiempo de la acción,[15] bajo el cual se encontraban más de 100 personas acostadas en el piso, como símbolo a estos muertos. En Besanzón, un meeting se llevó a cabo delante de la Ciudadela para recibir los anuncios de la alcaldesa de Besanzón, Ana Vignot, acerca de las fieras grandes que ya no estarán presentes en el zoológico de la Ciudadela de Besanzón.[16] A Fráncfort del Meno (Alemania), 250 personas manifestaron en las calles.[17] En Estrasburgo, un "matadero humano" ha sido reconstituido[18] por la asociación antiespecista 269 Life France.
- Acciones diversas ocurrieron de esa manera en Alemania,[19] Argentina, Bélgica, Brasil, Canadá, Croacia, Francia,[20][21] Indonesia, Italia, Liberia, Malasia, México, Sierra Leone, Suiza[22] y en Estados Unidos.
- En 2021, 91 organizaciones en 24 países se han unido a la 7.ª jornada mundial por el fin del especismo. En total, 83 acciones ocurrieron en Alemania, Inglaterra, Argentina, Australia,[23] Austria, Bélgica,[24] Brasil,[25] Canadá, Chipre,[26] Colombia, Croacia, Estados Unidos,[27][28] Finlandia, Francia,[29] India, Irlanda, Israel,[30] México, Países-Bajos, Portugal, Suecia, Suiza,[31][32] Tailandia y Ucrania.[33]